# Крустынсон, Эмилия Мартыновна
Эмилия Мартыновна Крустынсон — советский революционный и советский деятель, ветеран движения старых большевиков.

## Биография
Родилась в 1890 году в Лепкална-Озольской волости в семье арендатора Мартиньша Крустиньсона, сестры — Элизабете (Эльза) и Марта Крустынсон.
В 1910 году вступила в РСДРП, а во время Первой мировой войны отправилась беженкой в Петроград, где участвовала в Октябрьской революции. В 1919 году — активистка Латвийской компартии, после поражения которой — подпольщица. В 1922 году после ареста Эмилия Крустынсон была депортирована в Советский Союз в рамках обмена. В 1929 году окончила Ленинградский университет и работала в Ленинградском государственном архиве, занимая должность его директора (1935—1937). Во время «латышской операции» НКВД в 1938 году Крустынсон была арестована, исключена из партии и сослана в деревню Шангаево Вологодской области вместе с дочерью Эльгой и внуком Александром Боярским. В 1941 году Эмилию Крустынсон восстановили в партии и разрешили вернуться в Ленинград, где она работала в госпитале во время блокады. В 1943 году жила в Ростове со своей племянницей Лилией Ленцмане.
Во время наступления Красной Армии в 1944 году она вернулась в Латвийскую ССР, работала заведующей Елгавским ЗАГСом и в Елгавском партийном комитете, а с 1946 года была директором Елгавской государственной научной библиотеки. В 1957 году она вышла на пенсию, но продолжала участвовать в съездах Коммунистической партии Латвии и движении старых большевиков.
Умерла в 1981 году в Елгаве.

## Награды
- Орден Октябрьской Революции
- Орден Трудового Красного Знамени (дважды)
- Орден «Знак Почёта»